# Ałła Pugaczowa
Ałła Borisowna Pugaczowa (ros. Алла Борисовна Пугачёва; ur. 15 kwietnia 1949 w Moskwie) – radziecka i rosyjska piosenkarka, kompozytorka, aktorka, autorka tekstów, reżyserka i producentka muzyczna. Ludowy Artysta ZSRR, Zasłużony Artysta Federacji Rosyjskiej i laureatka Państwowej Nagrody Federacji Rosyjskiej.
Uznawana za ikonę rosyjskiej piosenki i jedną z najpopularniejszych artystek radzieckich i rosyjskich XX wieku. Szacuje się, że sprzedała ponad 250 mln egzemplarzy swoich płyt na świecie, co stawia ją w gronie liderów światowego show-biznesu zaraz po grupach The Beatles i ABBA oraz Elvisie Presleyu.
Dysponuje głosem o rozpiętości ponad trzech oktaw (sopran–kontralt) i charakterystycznej barwie z chrypką. Wykształciła swoisty styl interpretacji, z pogranicza piosenki aktorskiej i rockowej, prezentowany w ramach konceptualnych widowisk estradowych: teatru piosenki.

## Życiorys
Ukończyła studia na wydziale dyrygentury chóralnej Szkoły Muzycznej im. M. Ippolitowa-Iwanowa w Moskwie oraz na wydziale reżyserii estradowej Państwowego Instytutu Sztuki Teatralnej im. A. Łunaczarskiego w Moskwie (1981).

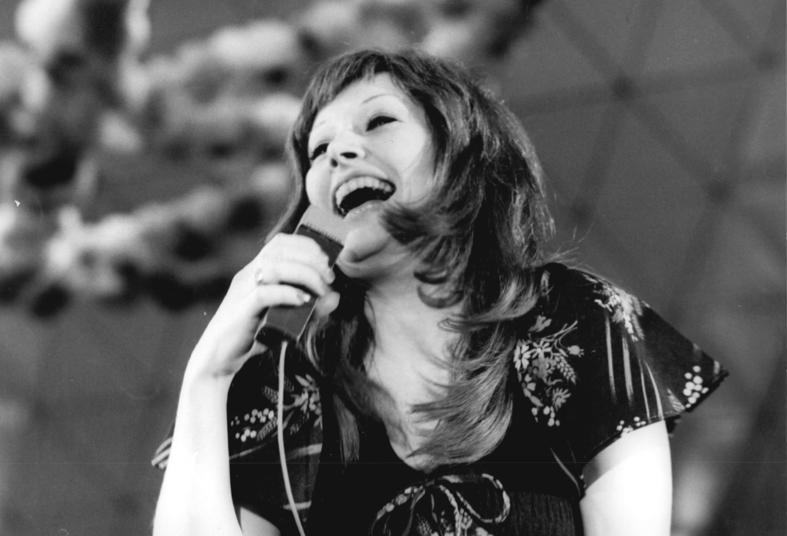
Pugaczowa w Berlinie (1976)

W 1975 za interpretację piosenki „Arlekino” otrzymała Grand Prix Międzynarodowego Festiwalu Piosenki „Złoty Orfeusz” w Słonecznym Brzegu. Zwycięstwo na tym prestiżowym socjalistycznym festiwalu umożliwiało wydanie płyty w radzieckiej wytwórni płytowej Miełodija, która wówczas miała monopol na rynku wydawniczym. Wydany w 1975 winylowy krążek z trzema piosenkami nagranymi przez Pugaczową stał się sensacją w ZSRR. Jaskrawa odmienność stylu wykonawczego Pugaczowej wobec dotychczasowych standardów radzieckiej estrady wywołała niesłychany rezonans wśród publiczności. Utwór „Arlekino” stał się radiowym przebojem, Pugaczowa zaczęła regularnie pojawiać się telewizji. Wydany w tym czasie singiel, zatytułowany po prostu „Ałła Pugaczowa”, rozszedł się w nakładzie ponad 15 mln.
W 1978 z piosenką „Wsio mogut koroli” zdobyła Grand Prix 2. Festiwalu Interwizji w Sopocie. Zebrała pochwały za główną rolę w filmie muz. Żenszczina, kotoraja pojot (reż. A. Orłow), do którego skomponowała muzykę i kilka piosenek. Na początku lat 80. stała się w ZSRR obiektem swoistego kultu. Poświęciła się wówczas także pracy kompozytorskiej, tworząc wiele popularnych piosenek, zwłaszcza we współpracy z poetą Ilją Rieznikiem. Od 1985 zwróciła się ku muzyce rockowej.

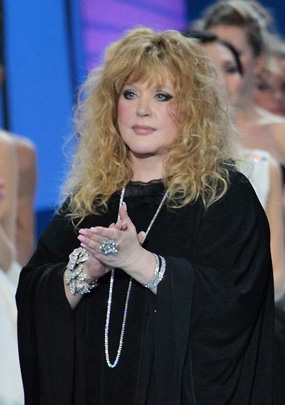
Pugaczowa (2009)

W 1997, reprezentując Rosję z utworem „Primadonna”, zajęła 15. miejsce w finale 42. Konkursu Piosenki Eurowizji w Dublinie. W 1998 zaprezentowała jubileuszowy program Izbrannoje. Występowała z koncertami w większości krajów europejskich, także w USA, Izraelu i Indiach.
Jest laureatką przyznawanego przez International Biographical Centre w Cambridge imiennego medalu 2000 Outstanding Musicians. Została także odznaczona m.in. Orderem Zasług dla Ojczyzny II i III klasy oraz azerbejdżańskim Orderem Przyjaźni.
W latach 2011–2013 była przewodniczącą komisji jurorskiej w programie Faktor A. W 2019 zagrała dwa koncerty jubileuszowe z okazji swoich 70. urodzin – najpierw na Kremlu, a następnie w Mińsku, gdzie otrzymała białoruski Order Przyjaźni Narodów.

### Życie prywatne
Jest czterokrotnie rozwiedziona. Jej mężami byli: Mykołas Orbakas (1969–1973), Aleksandr Stefanowicz (1976–1980), Jewgienij Bołdin (1985–1993) i Filipp Kirkorow (1994–2005). 23 grudnia 2011 wyszła za młodszego o 27 lat aktora i piosenkarza Maksima Gałkina. Ma trójkę dzieci, córkę Kristinę Orbakaitė (ur. 1971; ze związku z Orbakasem) oraz bliźnięta – Jelizawietę i Garriego (ur. 2013), które urodziła surogatka.
Należy do najbogatszych Rosjan, pod swoim nazwiskiem produkuje perfumy, buty i odzież. Znana jest również z poddawania się licznym operacjom plastycznym.
28. dnia inwazji Rosji na Ukrainę w 2022 opuściła Rosję i wyjechała do Izraela. Według mediów, na decyzję o wyjeździe mogły mieć wpływ obawy artystki po krytyce polityki Władimira Putina w sprawie działań na Ukrainie, jakie formułował jej mąż, Maksim Gałkin. Gałkin ma korzenie żydowskie, co według prawa Izraela uprawnia ją do ubiegania się o obywatelstwo tego kraju. Pod koniec sierpnia 2022 wróciła do Rosji, by wziąć udział w pogrzebie Michaiła Gorbaczowa. W październiku 2022 oświadczyła, że znów przebywa w Izraelu. Od 2022 posiada obywatelstwo Izraela.